# Lasioglossum upinense
Lasioglossum upinense är en biart som först beskrevs av Morawitz 1890.  Lasioglossum upinense ingår i släktet smalbin, och familjen vägbin. Inga underarter finns listade i Catalogue of Life.